# 谢尔盖·切皮科夫
谢尔盖·弗拉基米罗维奇·切皮科夫（羅馬化：Sergey Vladimirovich Chepikov）是俄罗斯政治人物以及冬季两项与越野滑雪运动员。他是现任国家杜马议员。